# Carmen Calisto
Carmen Calisto Ponce (Quito; 28 de febrero de 1942) es la esposa del ex presidente ecuatoriano Rodrigo Borja Cevallos (1988-1992), y como tal es reconocida como primera dama de la nación, cargo que ejerció entre el 10 de agosto de 1988 y el 10 de agosto de 1992.

## Biografía
Nacida en la ciudad de Quito el 28 de febrero de 1942, fue la hija primogénita del matrimonio conformado por Gonzalo Calisto Enríquez y María Ponce Martínez, lo que la hace descendiente de los Condes de Selva Florida por el lado materno. Huérfana de madre desde niña, decidió asumir con dedicación la responsabilidad de criar a sus hermanos menores.

### Matrimonio y descendencia
El 16 de diciembre de 1966, en la ciudad de Quito, contrajo matrimonio con Rodrigo Borja Cevallos, que por entonces formaba parte de la Comisión de Juristas que el presidente Clemente Yerovi Indaburu había reunido para elaborar el proyecto de una nueva Constitución para el Ecuador. La pareja procreó cuatro hijos,   :
- Gabriela Borja Calisto.
- María del Carmen Borja Calisto.
- Rodrigo Borja Calisto.
- Verónica Borja Calisto.

## Primera dama (1988-1992)
Como primera dama de la nación, Carmen Calisto fue presidente del Instituto Nacional del Niño y la Familia (INNFA), así como anfitriona del Palacio de Carondelet, y acompañante de su esposo en diversos actos protocolares a nivel nacional e internacional; uno de ellos fue la visita de Estado realizada a España en septiembre de 1989, cuando fueron recibidos en los palacios de La Zarzuela y Real por el entonces rey Juan Carlos I y su esposa, la reina Sofía.

## Condecoraciones
- Dama Gran Cruz de la Orden de Isabel la Católica, otorgada por el rey Juan Carlos I de España el 8 de septiembre de 1989.[5]